# Shark Tank Portugal
Shark Tank Portugal - Negociando con tiburones es la versión portuguesa del programa  estadounidense Negociando con tiburones, se estrenó el 21 de marzo de 2015 a través del canal SIC. El programa es una franquicia internacional que se basa en el formato Dragons' Den, que se originó en Japón en 2001.

## Temporadas
| Año  | Temporada   | Episodios | Fecha de Inicio  | Fecha Final     |
| ---- | ----------- | --------- | ---------------- | --------------- |
| 2015 | Temporada 1 | 13        | 21 de marzo      | 13 de junio     |
| 2016 | Temporada 2 | 13        | 24 de septiembre | 17 de diciembre |

## Descripción
En cada episodio, se selecciona un grupo de emprendedores que al mismo tiempo presentan sus ideas de negocio a un panel fijo de inversores reconocidos en Portugal, llamados "tiburones", con el fin de obtener fondos económicos para sus proyectos. 
Los "tiburones" invirtieron en unas 60 empresas de las 85 que se presentaron durante el rodaje del programa, habiendo colocado más de tres millones de euros en estas inversiones.

## Elenco
| Tiburones               | Temporadas | Temporadas |
| Tiburones               | 1          | 2          |
| ----------------------- | ---------- | ---------- |
| Susana Sequeira         | Principal  |            |
| Tim Vieira              | Principal  |            |
| João Rafael Koehler     | Principal  | Principal  |
| Mário Ferreira          | Principal  | Principal  |
| Miguel Ribeiro Ferreira | Principal  | Principal  |
| Isabel Neves            |            | Principal  |
| Marco Galinha           |            | Principal  |